# Francisco Lachowski
Francisco Lachowski, född 13 maj 1991 i Curitiba, Brasilien, är en brasiliansk fotomodell.

## Karriär
Lachowski började sin karriär 2009 när han vann en modelltävling i São Paulo. Vinsten var ett kontrakt med Ford Models. 
Under 2009 gjorde han sin första visning i Milano och Paris, gick för designers som Gucci och Dior Homme. 
Lachowski ligger 2013 på en fyrtiosjätteplats på en lista över de 50 populäraste manliga fotomodellerna.

### Visningar
Lachowski har visat plagg för bland andra:
- Versace
- Dolce & Gabbana
- Dsquared2
- Gucci
- Roberto Cavalli
- Thierry Mugler
- Armani
- Ermanno Scervinno

### Medverkande i tidningar
Lachowski har också medverkat i flera tidningar, bland andra:
- Homme Essential
- Carbon Copy
- Made in Brazil
- Kaos.
- GQ
- V
- Vogue
- FHM

### Reklamkampanjer
Lachowski har också medverkat i kampanjer för DKNY jeans, Lacoste, Armani Exchange, Etro, Dior och Dsquared och även det turkiska märket Mavi.

## Familj
Lachowskis far är av polsk härkomst och hans mor har portugisiska och tyska anor. Han fick år 2013 en son vid namn Milo tillsammans med Jessiann Gravel. Han har systrarna Marcela och Isabella Lachowski.